# Mechnáčky
Mechnáčky jsou přírodní památka u obce Strání v Chráněné krajinné oblasti Bílé Karpaty. Na jejím území se nachází zbytek někdejších bohatých květných bělokarpatských luk s druhově velmi bohatými společenstvy. Louky citelně zasáhla změna jednosečného obhospodařování a nevhodné zásahy v okolí v 70. letech 20. století spojené s vysycháním mokřadů. Nachází se zde řada chráněných živočichů, především bezobratlých, a rostlin. Na začátku 21. století však vyschly i poslední mokřady a některé vzácné rostliny v souvislosti s tím a s následnou expanzí jiných druhů na území ustupují.

## Přírodní poměry
Mechnáčky se nachází ve Zlínském kraji na katastrálním území obce Strání asi 1 km západně od vesnice Květná v Bílých Karpatech nedaleko státní hranice se Slovenskem. Leží v nadmořské výšce asi 500 m. Památka je tvořena širokým členitým žlebem nacházejícím se ve Straňanské kotlině na levém údolním svahu Svinárského potoka. Její území o rozloze 96 531 m² je pokryto květnatými loukami se sesuvy, vrstevnými prameny a místy též stromy a keři.

### Geologie
Geologickým podkladem přírodní památky Mechnáčky je svodnické souvrství bělokarpatské jednotky magurského flyše, kde převažují vápnité prachové jílovce pocházející ze spodního paleocénu až svrchní křídy. Na čtvrtohorních usazeninách vznikly primární pseudogleje. Území bylo postiženo sesuvy a také splachy z bývalého pole nad rezervací. Na tomto geologickém podloží, typickém pro Bílé Karpaty, je běžné střídání vzniku a zániku pramenných vývěrů a mokřadů.

### Flóra

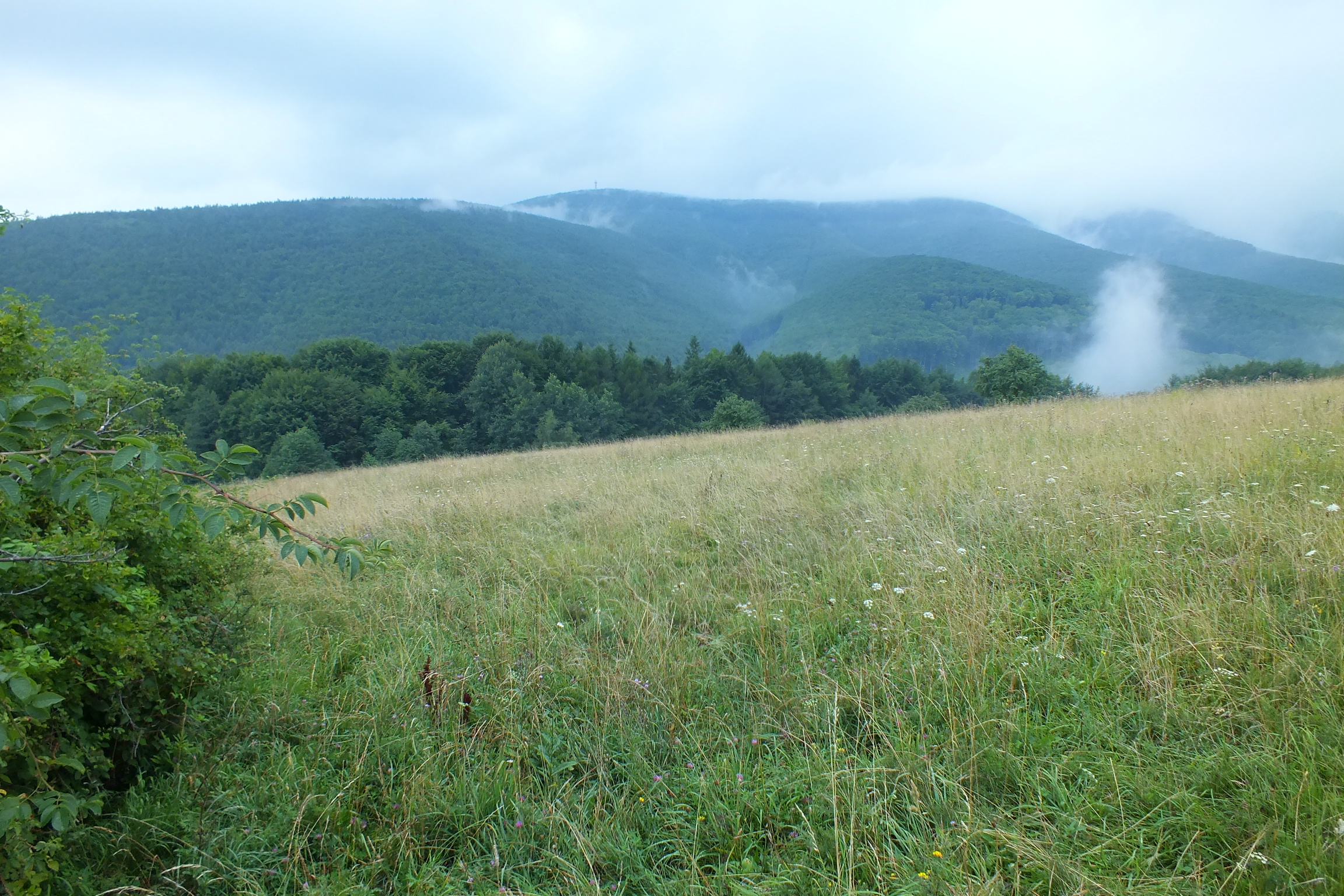
Luční porost na území přírodní památky Mechnáčky

Mechnáčky představují zbytek luk, jaké kdysi v Bílých Karpatech převažovaly. Rostou zde zejména teplomilné travino-bylinné porosty svazu Cirsio-Brachypodion pinnati, v nichž převažují kostřava žlábkatá (Festuca rupicola) a ostřice horská (Carex montana). Na louce roste také mnoho ohrožených a chráněných druhů rostlin. Registr objektů Ústředního seznamu ochrany přírody zmiňuje výskyt vzácných rostlin prstnatce pleťového (Dactylorhiza incarnata), tořiče čmelákovitého (Ophrys fuciflora), rudohlávku jehlancovitého (Anacamptis pyramidalis), suchopýru úzkolistého (Eriophorum angustifolium), kruštíku bahenního (Epipactis palustris) a řady méně běžných ostřic. Dobře se zde daří celé řadě druhů z čeledi vstavačovitých, především vstavači kukačka (Orchis morio), a vyskytují se zde také vstavač mužský znamenaný (Orchis mascula subsp. signifera), vstavač vojenský (Orchis militaris), prstnatec bezový (Dactylorhiza sambucina), hlavinka horská (Traunsteinera globosa), pětiprstka žežulník (Gymnadenia conopsea) či vstavač osmahlý (Orchis ustulata), který zde byl poprvé zaznamenán až roku 2002. Z druhů jiných čeledí zde rostou například kozinec dánský (Astragalus danicus) či hadí mord nachový (Scorzonera purpurea). Místy se zde vyskytují i dřeviny. Na území pramení potok, jehož břehy jsou souvisle porostlé olšemi a vrbami. Vrby se částečně nalézají i na jiných místech území a v jeho horní části je malý bukový háj.
Jedním z důvodů vyhlášení ochrany území byl hojný výskyt prstnatce pleťového (Dactylorhiza incarnata), kterému se na zdejších mokřadech dařilo podobně jako i dalším vstavačovitým prstnatci májovému (Dactylorhiza majalis) a kruštíku bahennímu (Epipactis palustris), nebo i jiným mokřadním druhům kozlíku dvoudomému (Valeriana dioica), suchopýru širolistému (Eriophorum latifolium) či hrachoru panonskému (Lathyrus pannonicus). Tyto druhy zde však již rostou jen velmi sporadicky, přičemž výskyt hrachoru panonského nebyl k roku 2010 potvrzen.
Důvodem ústupu některých druhů je vyschnutí většiny mokřadů poté, co na místních loukách skončil tradiční způsob jejich obhospodařování. Vyschlá stanoviště postupně zarostla náletovými dřevinami, zejména vrbou popelavou (Salix cinerea), a také vysokým porostem rákosu obecného (Phragmites australis), třtiny křovištní (Calamagrostis epigejos) a máty dlouholisté (Mentha longifolia). Do 70. let 20. století byly Mechnáčky součástí rozsáhlého komplexu jednosečných luk, který však byl v uvedené době téměř celý rozorán. Na polích užívaná hnojiva a herbicidy začaly negativně ovlivňovat okraje dnešní přírodní památky. Poté, co pole přestala být využívána, rovněž zarostla z velké části náletem dřevin. Roku 1995 však byla pole opět přeměněna v louky a roku 1996 z nich byl odstraněn nálet. Mechnáčky nyní slouží jako zdroj semen původních druhů, které se odsud šíří do okolí. Louky se každoročně kosí. Na začátku 21. století vyschly i zbývající mokřady.

### Fauna

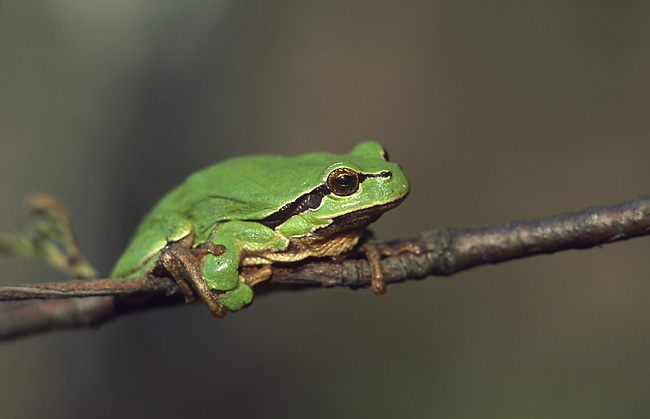
Ilustrační fotografie rosničky zelené (Hyla arborea) vyskytující se na lokalitě přírodní památky

Pestré prostředí Mechnáčků tvořené květnatou loukou s rozptýlenou zelení poskytuje útočiště mnoha bezobratlým, včetně vzácných a ohrožených druhů. Zaznamenáno zde bylo 39 druhů pavouků, 6 druhů sekáčů a 12 druhů mravenců. Z motýlů zde byly nalezeny typické druhy bělokarpatských květnatých luk, mezi nimi především vzácní perleťovec dvouřadý (Brenthis hecate), pro nějž Bílé Karpaty představují severní hranici jeho rozšíření, dále perleťovec stříbropásek (Argynnis paphia),  ohniváček černočárný (Lycaena dispar) nebo můra Episema scoriacea. Dříve se tu hojně vyskytoval také žluťásek barvoměnný (Colias myrmidone), který však již vymizel. Nalézáni jsou také vzácní fytofágní brouci, například nosatčíci Apion interjectum a Apion aeneomicans a mandelinka Smaragdina xanthaspis, dále kudlanka nábožná (Mantis religiosa), kobylka zavalitá (Polysarcus denticaudus) nebo štítonoš Cassida murraea.
Z obratlovců zde žijí zejména některé druhy žab, například rosnička zelená (Hyla arborea), skokan hnědý (Rana temporaria) a kuňka žlutobřichá (Bombina variegata). V roce 2003 byla na místě jednoho z mokřadů vybudována malá tůň pro obojživelníky, v níž lidé nelegálně vysazují ryby, např. jelce tlouště (Leuciscus cephalus). Zarybňování tůně negativně ovlivňuje zdejší rovnováhu, neboť ryby požírají pulce obojživelníků i nejrůznější vodní bezobratlé a rostliny.
Na území přírodní památky a v jejím blízkém okolí žije společenstvo ptáků typické pro křoviny, mezi nimi linduška lesní (Anthus trivialis), pěnice černohlavá (Sylvia atricapilla) či pěnice pokřovní (Sylvia curruca), a dále také ťuhýk obecný (Lanius collurio) a bramborníček hnědý (Saxicola rubetra), jejichž počty již v České republice klesají. Přímo na louce hnízdí chřástal polní (Crex crex) a křepelka polní (Coturnix coturnix). Příležitostně na území památky zavítá vzácný dudek chocholatý (Upupa epops).

## Ochrana
Přírodní památka Mechnáčky byla zřízena 22. července 1982 usnesením Okresního národního výboru v Uherském Hradišti a toto zřízení bylo znovu potvrzeno 1. srpna 1991 vyhláškou Okresního úřadu Uherské Hradiště. Je evidována v Ústředním seznamu ochrany přírody pod kódem 796 v kategorii IUCN č. IV – řízená rezervace. Je součástí Chráněné krajinné oblasti Bílé Karpaty.
Předmětem ochrany se stal zbytek druhově velmi bohatých karpatských luk se suchomilnými i mokřadními společenstvy. Louka se každoročně kosí. Ochrana území spadá pod Správu CHKO Bílé Karpaty.

## Fotogalerie

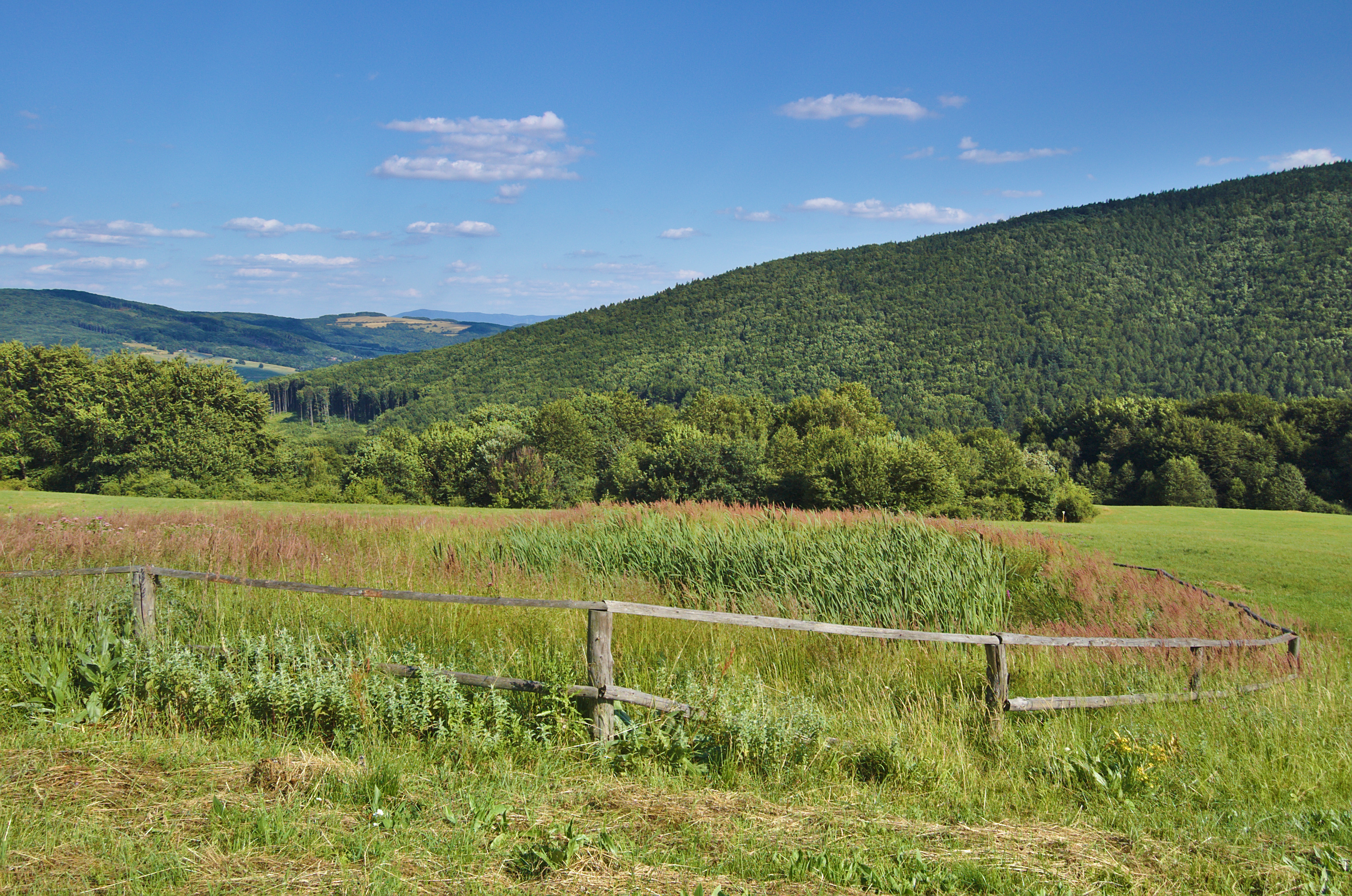
Jezírko uprostřed přírodní památky
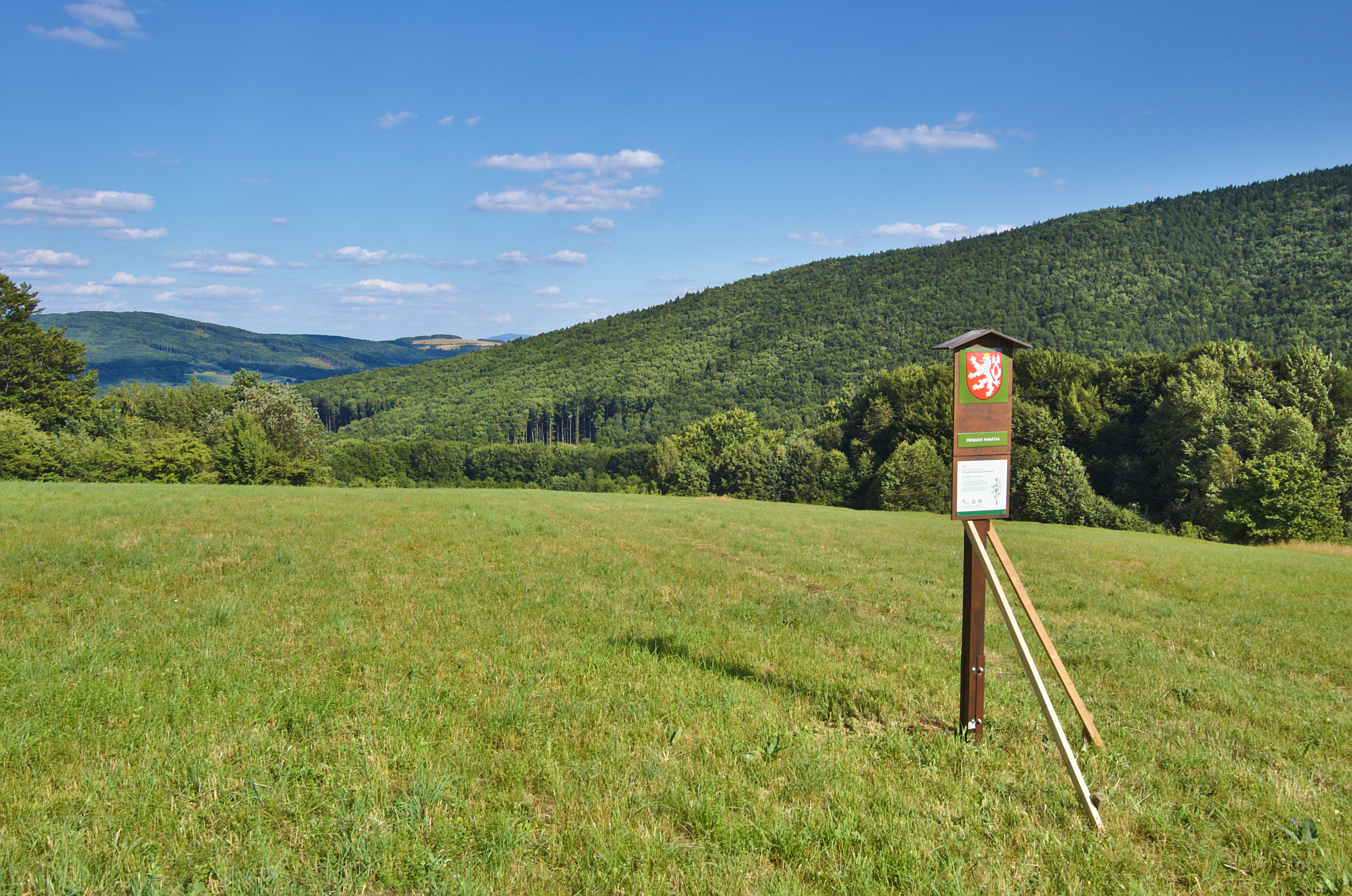
Cedule označující začátek chráněného území
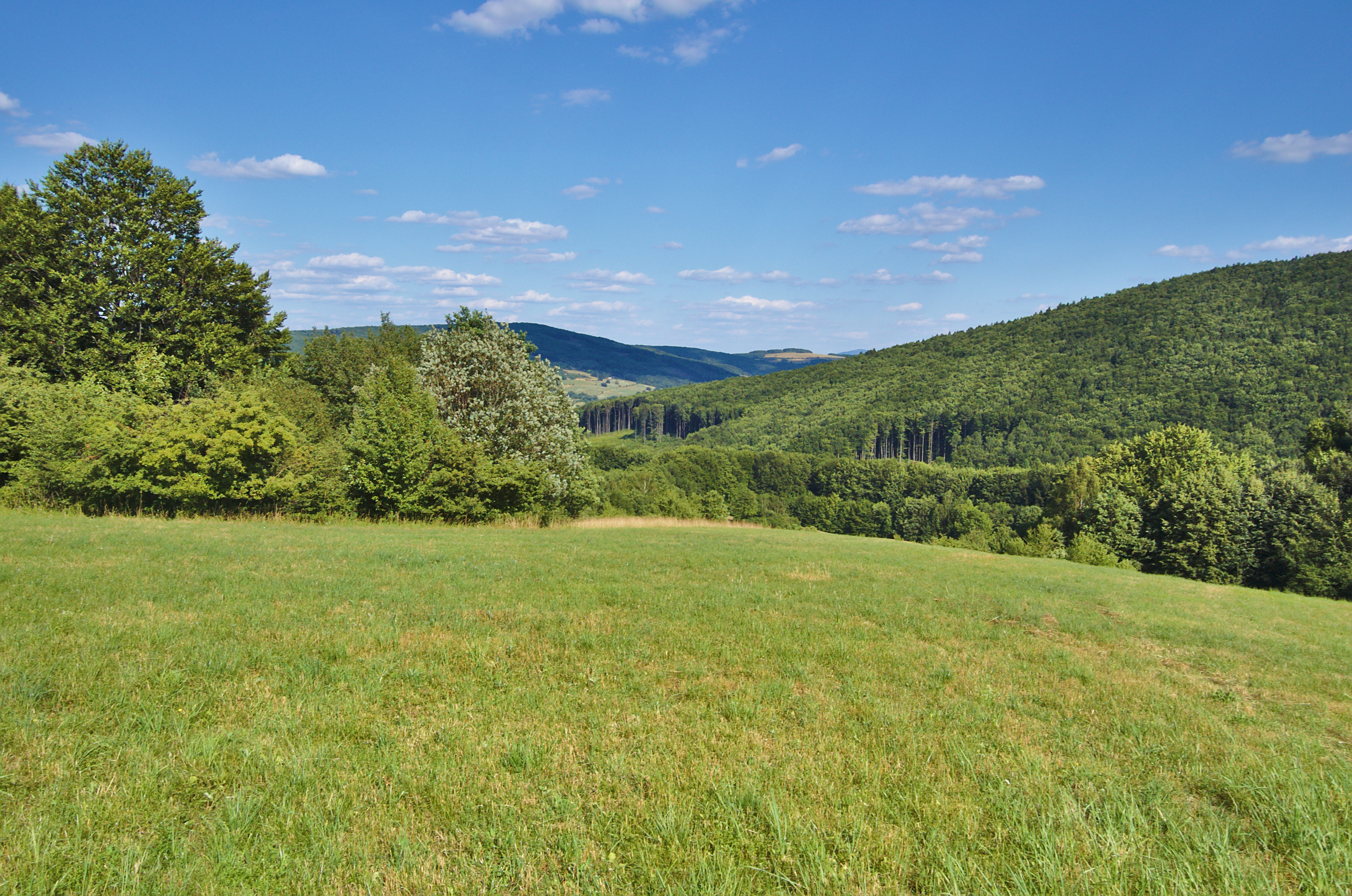
Louka a za ní nálet dřevin
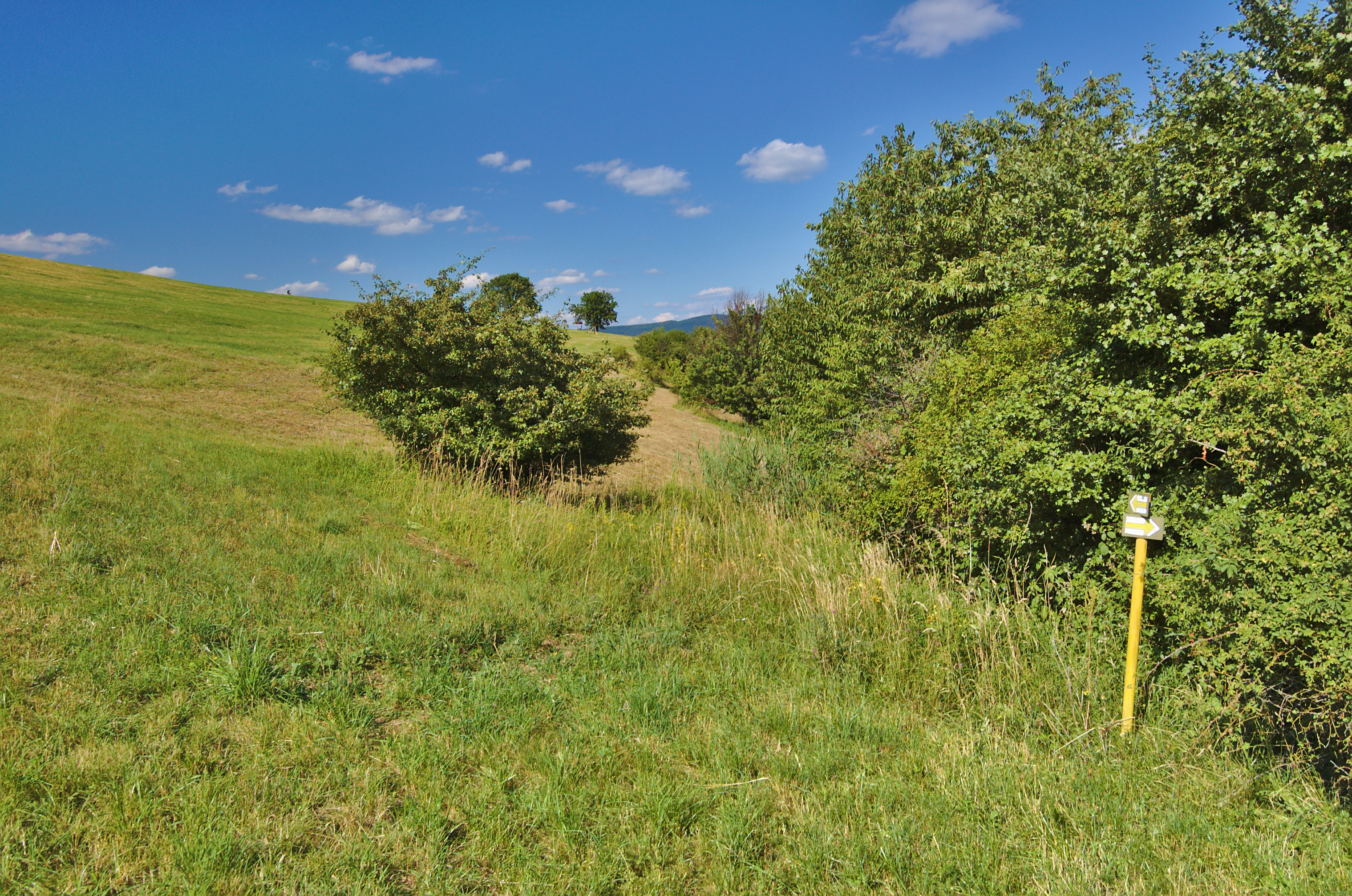
Turistická směrovka uprostřed přírodní památky
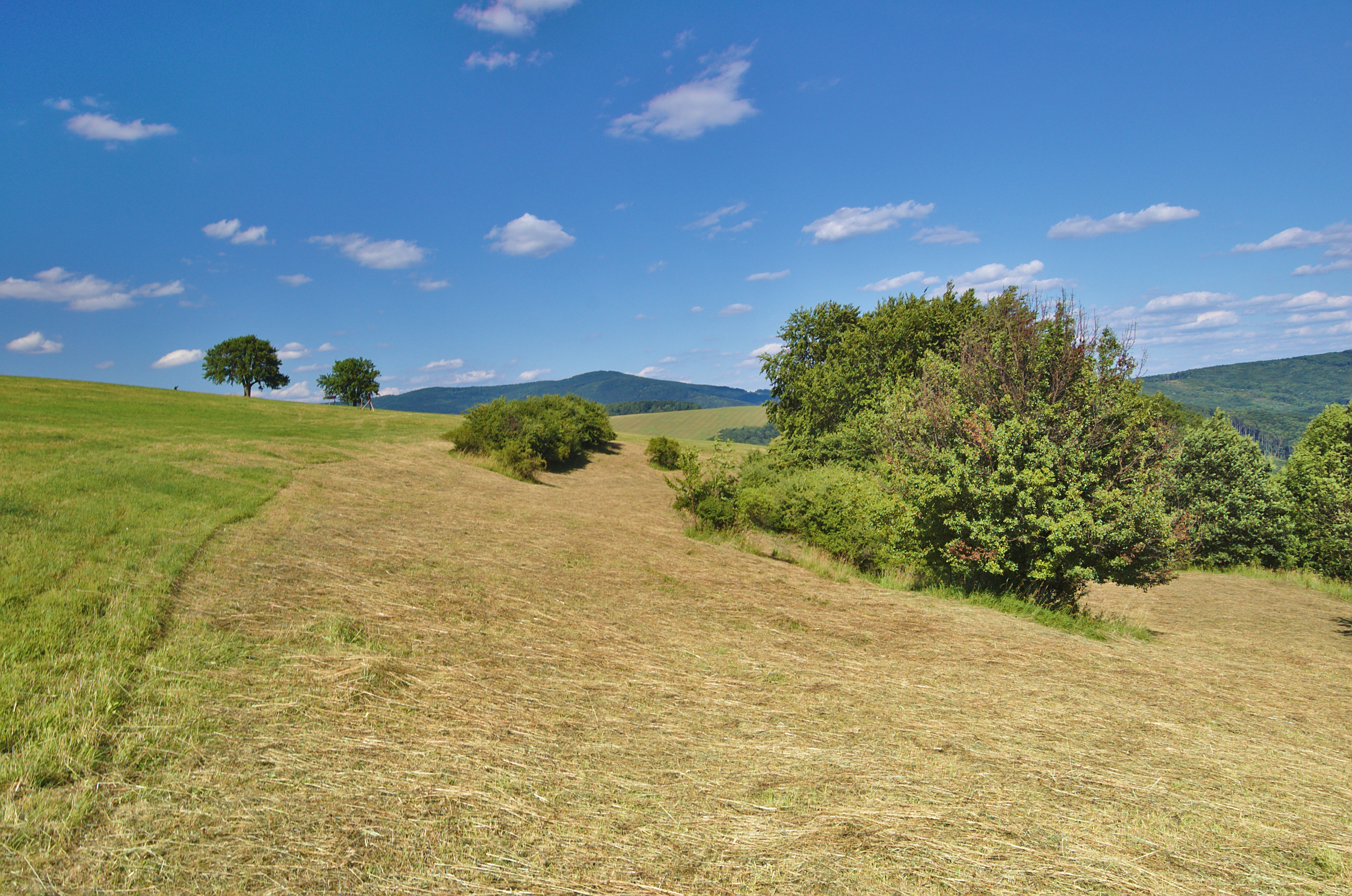
Různé doby kosení louky
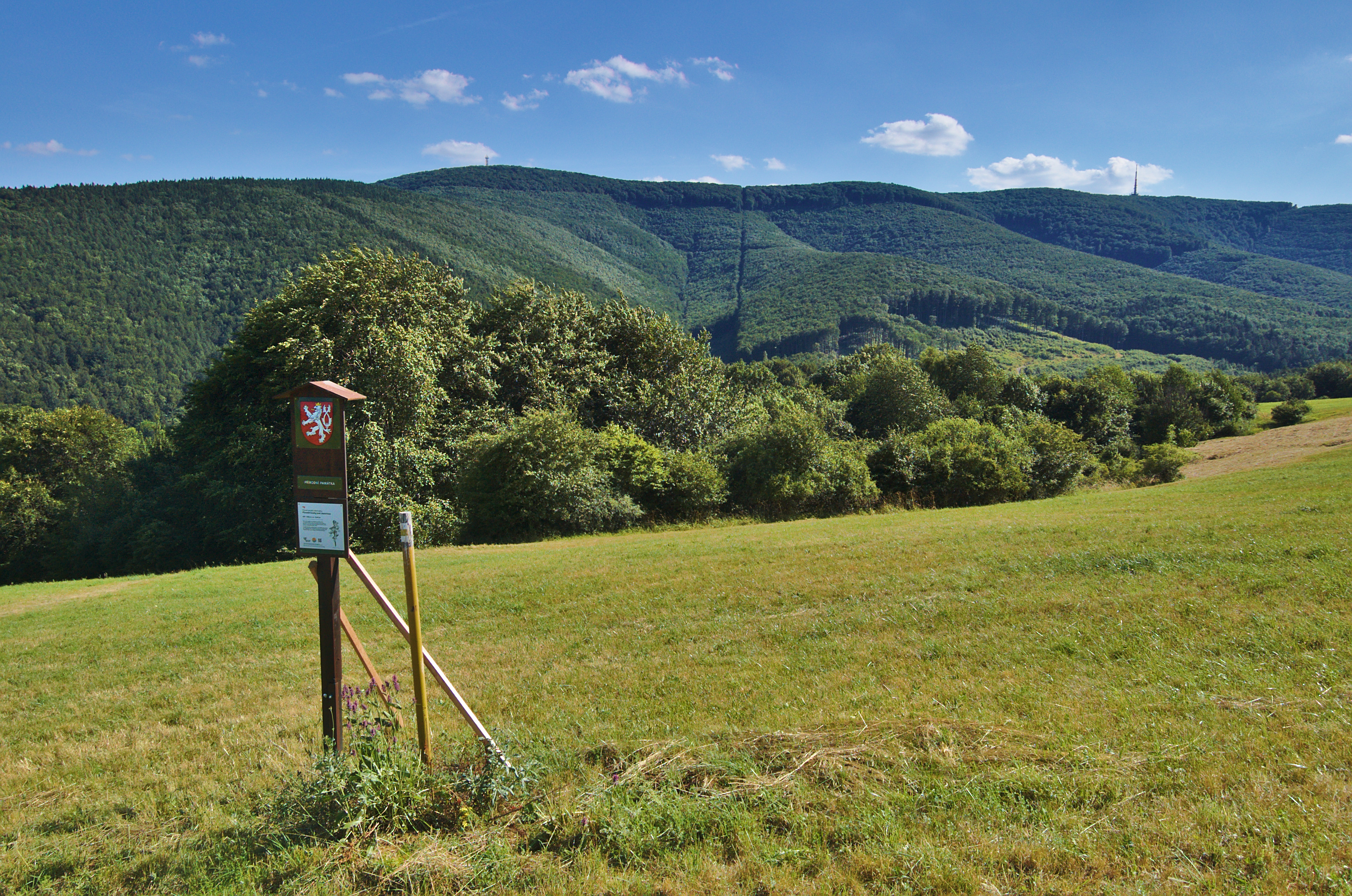
Cedule, sloup s turistickou značkou, v pozadí Jelenec a Velká Javořina
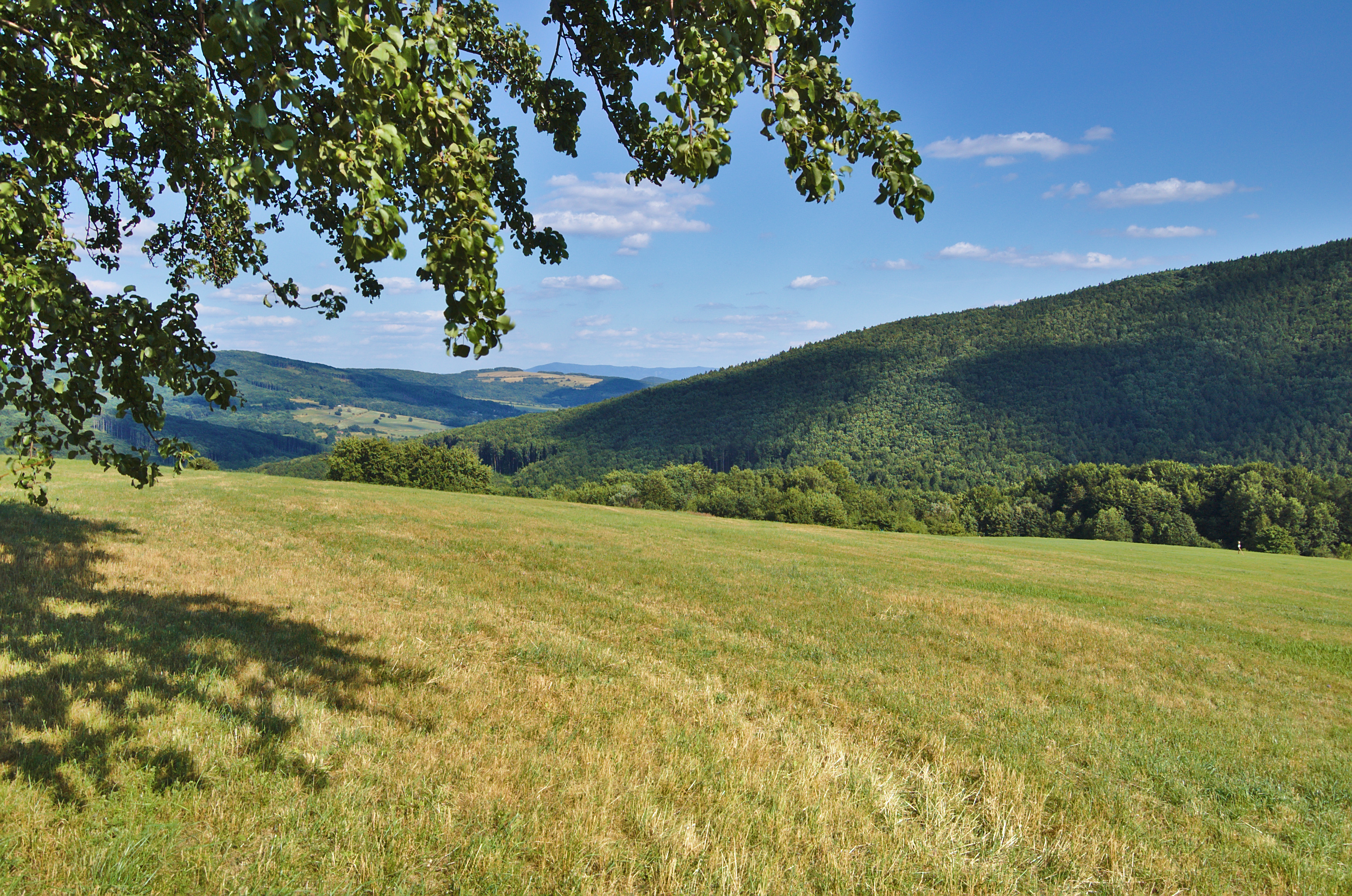
Celkový pohled